# Latoiola albipuncta
Latoiola albipuncta är en fjärilsart som beskrevs av Holland 1893. Latoiola albipuncta ingår i släktet Latoiola och familjen snigelspinnare. Inga underarter finns listade i Catalogue of Life.